# 페드로 아리스페
페드로 아리스페(스페인어: Pedro Arispe; 1900년 9월 30일, 몬테비데오 주 몬테비데오 ~ 1960년 5월 4일, 몬테비데오 주 몬테비데오)는 "인디언"(El Indio)의 별칭으로 알려진 우루과이의 축구 선수이다. 그는 1924년 하계 올림픽과 1928년 하계 올림픽의 축구 대회에 참가하여 금메달을 목에 걸었다.
그는 17년 동안(1919–1937) 우루과이 프리메라 디비시온의 람플라 주니오르스에서 에서 300번 넘게 출전했고, 1927년에는 우승을, 1932년에는 준우승을 거두었다. 그는 아마추어 축구단인 벨그라노 오리엔탈과 알비온 델 세로에서 활약하기도 했다.
그는 1930년 월드컵에서 알베르토 수피시의 수석 코치로 보좌했다.